# Причулымье
Причулымье — большой географический и туристский район Западной Сибири, расположенный на правом и левом берегу реки Чулым в Красноярском крае, в Кемеровской и Томской областях.
Богатые археологическое и этнокультурное наследие, сплетение язычества, шаманизма и привнесённого православного христианства делает посещение Причулымья притягательным. Древняя металлургия, изготовление металлического оружия и доспехов, возникшие в Верхнем и Среднем Причулымье с XIII века, существуют и по настоящее время и связаны с Хакасско-Минусинской котловиной. Секрет булатной стали не утерян.
В географии Причулымья выделяют подрайоны: Верхнее, Среднее и Нижнее (Томское) Причулымье.

## Верхнее Причулымье
Географический район в верховьях реки Чулым и её истоков — Белого и Чёрного Июса представлен Чулымско-Енисейской котловиной, северной предгорной Присаянской территорией.
Населён коренным населением — хакасами и другими коренными племенами (кызыльцы, ачинцы, басагары и др.). В XVIII веке присоединённые к России земли колонизированы русским населением.

## Томское Причулымье или Нижнее Причулымье
Географический и туристский район Западной Сибири, расположенный на правом и левом берегу реки Чулым в Кемеровской и Томской областях, в нижнем течении реки Чулым.
На территории туристского района действуют оздоровительные палаточные лагеря «Таёжный край» (Зырянский детский дом), «Кедовск» (на реке Яя, Дворца творчества детей и молодёжи).

### Туристский кластер «Таежная Венеция»
В туристский кластер «Таёжная Венеция» включены природные и историко-культурные объекты:
- Асиновский краеведческий музей;
- леса Причулымья богаты дичью, а река Чулым — рыбой.

Основные объекты для туристов:
- в Асиновском районе — «Усадьба Лампсакова» (с. Новокусково) и Заимка Лихачева (с. Новониколаевка),
- в Первомайском — Заимка на Чёртовом озере (с. Сергеево), Гостевой дом на озере Большие Чертаны, туристский комплекс «Арт лайф заимка» (Куяновское сельское поселение),
- в Томском районе большой интерес к Семилуженскому казачьему острогу (с. Семилужки).

### Эталонный лыжный туристский маршрут по Нижнему Причулымью
Томск — Чёрный яр (автобус) — Орловка — Красная горка — Кица — Берегаево — урочище Красный Яр — Байгалы — Тегульдет — Центрополигон — Тегульдет (лыжи) — Томск (автобус). Спортивный туристский лыжный маршрут 1 категории сложности.
Человек появился здесь 6—5 тысяч лет назад, о чём свидетельствуют раскопки курганов вблизи д. Тургай и Балагачево. Центром русской колонизации в 19 веке стал Центрополигон.